# 플라비오 브리아토레
플라비오 브리아토레(Flavio Briatore, 1950년 4월 12일 ~ )는 이탈리아의 사업가이다. 식당 관리자, 보험 영업사원으로 경력을 시작하였으며 사기죄 등으로 기소되어 도피하면서 버진 제도와 미국에서 베네통을 성공적으로 확장했다. 후일 해당 혐의로부터 사면되면서 유럽으로 복귀하였다. 1990년 루치아노 베네통에 의해 베네통 포뮬러 원 팀의 관리를 맡았다. 2007년부터 2011년까지 퀸스 파크 레인저스 FC의 지분을 보유하면서 구단주를 맡았으며, 2008년 싱가포르 그랑프리에서의 승부조작 연루로 ING 르노 F1 팀의 수석직에서 물러났다. 국제 자동차 연맹에 의해 FIA 주관 경기에서의 무기한 제명을 받았으나 프랑스 법원에 의해 번복되었다. 2022년 포뮬러 원 앰버서더, 2024년 알핀 F1 팀의 특별 고문으로 F1에 복귀하였다.